# Dennis Fimple
Dennis Clarke Fimple (ur. 11 listopada 1940 w Taft w stanie Kalifornia, zm. 23 sierpnia 2002 we Frazier Park w stanie Kalifornia) – amerykański aktor charakterystyczny.

## Kariera
Zagrał w ponad stu filmach fabularnych i serialach telewizyjnych. W utrzymanym w stylistyce westernu serialu Alias Smith and Jones (1971−1972) pojawiał się jako niezbyt inteligentny bandzior, Kyle Murty. W klasycznym King Kongu (1976) Johna Guillermina pojawił się jako Sunfish. Na planie zdjęciowym partnerował Jessice Lange i Jeffowi Bridgesowi. Tego samego roku wystąpił jako Pahoo w horrorze Potwór z Czarnego Jeziora (Creature from Black Lake). W wyprodukowanej przez Paramount Pictures komedii Idąc na południe (Goin' South, 1978) zagrał u boku Jacka Nicholsona. W latach 1982−1983 wcielał się w rolę Bo w serialu kryminalnym ABC Matt Houston. W serialu komediowo-obyczajowym Rodzina Hartów z Dzikiego Zachodu (Harts of the West, 1993−1994) odegrał Garrala. Richard Donner obsadził go w roli drugoplanowej w westernie Maverick (1994), a Rob Zombie − w filmie grozy Dom tysiąca trupów (House of 1000 Corpses, 2003). Dom tysiąca trupów powstawał w 2000 roku, a wydany został trzy lata później, już po śmierci Fimple'a, która nastąpiła w sierpniu 2002. Film dedykowano pamięci aktora.